# فيل والدن
فيل والدن (بالإنجليزية: Phil Walden)‏ هو مدير تنفيذي موسيقي ‏ أمريكي، ولد في 11 يناير 1940، وتوفي في 22 أبريل 2006 بسبب سرطان.